# Neil Gorsuch
Neil McGill Gorsuch (Denver, Colorado; 29 de agosto de 1967) es un abogado y jurista estadounidense que se desempeña como juez asociado de la Corte Suprema de los Estados Unidos. Fue nominado por el presidente Donald Trump para suceder a Antonin Scalia después de una vacante de un año y tomó el juramento para el puesto el 10 de abril de 2017.
Gorsuch nació y pasó sus primeros años de vida en Denver, Colorado, luego vivió en Bethesda, Maryland, mientras asistía a la Escuela Preparatoria de Georgetown. Obtuvo una Licenciatura en ciencias políticas de la Universidad de Columbia, un Doctorado en Jurisprudencia de la Universidad de Harvard, y después de ejercer la abogacía durante 15 años, recibió un Doctorado en Filosofía en Derecho de la Universidad de Oxford, a la que asistió como becario Marshall. Su tesis doctoral versó sobre la moralidad del suicidio asistido, bajo la supervisión del filósofo legal católico John Finnis
. 
De 1995 a 2005, Gorsuch estuvo en la práctica privada con el bufete de abogados de Kellog, Hansen, Todd, Figel & Frederick. Fue Fiscal General Adjunto en el Departamento de Justicia de los Estados Unidos desde 2005 hasta su nombramiento en el Décimo Circuito. El presidente George W. Bush nominó a Gorsuch a la Corte de Apelaciones del Décimo Circuito de los Estados Unidos el 10 de mayo de 2006, quien asumió el cargo de alto nivel en 2006.
Gorsuch es un defensor del textualismo en la interpretación estatutaria y del originalismo en la interpretación de la Constitución de los Estados Unidos. Junto con el juez Clarence Thomas, es un defensor de la jurisprudencia de la ley natural. Trabajó para el juez David B. Sentelle en la Corte de Apelaciones del Circuito del Distrito de Columbia de 1991 a 1992, y luego para los jueces del Tribunal Supremo de EE. UU. Byron White y Anthony Kennedy, de 1993 a 1994. Es el primer juez del Tribunal Supremo junto a otro juez por el que una vez había sido empleado (Anthony Kennedy).

## Temprana edad y educación
Gorsuch nació el 29 de agosto de 1967 en Denver, Colorado, hijo de Anne Gorsuch Burford (de soltera McGill) y David Ronald Gorsuch. Era el mayor de tres hijos, y es un coloradense de cuarta generación. Los padres de Gorsuch eran abogados, y su madre sirvió en la Cámara de Representantes de Colorado de 1976 a 1980. En 1981, el presidente Ronald Reagan la nombró administradora de la Agencia de Protección Ambiental de los Estados Unidos, convirtiéndose en la primera mujer en ocupar ese puesto. En la cita de su madre, la familia Gorsuch se mudó a Bethesda, Maryland. Asistió a la Escuela Preparatoria de Georgetown, una prestigiosa escuela jesuita, donde era dos años menor que Brett Kavanaugh, con quien más tarde trabajaría como secretario en la Corte Suprema, y eventualmente se desempeñaría como juez de la Corte Suprema. Mientras asistía a Georgetown, Gorsuch se desempeñó como paje del Senado de los Estados Unidos a principios de la década de 1980. Se graduó de Georgetown en 1985.
Después de la escuela secundaria, Gorsuch asistió a la Universidad de Columbia y se graduó cum laude en 1988 con una licenciatura en ciencias políticas . Mientras estaba en Columbia, Gorsuch fue incluido en Phi Beta Kappa. También fue miembro de la fraternidad Phi Gamma Delta. Como estudiante universitario, escribió para el periódico estudiantil Columbia Daily Spectator. En 1986, cofundó el periódico estudiantil alternativo de Columbia The Fed.
Gorsuch luego asistió a la Facultad de Derecho de Harvard y recibió una beca Harry S. Truman para asistir. Fue descrito como un conservador comprometido que apoyó la Guerra del Golfo y los límites de mandato del Congreso en "un campus lleno de liberales ardientes". El expresidente Barack Obama fue uno de los compañeros de clase de Gorsuch en Harvard Law. Gorsuch fue editor del Harvard Journal of Law and Public Policy, y se graduó de Harvard Law en 1991 con un Juris Doctor cum laude.
En 2004, Gorsuch recibió un Doctorado en Filosofía en derecho (filosofía legal) de la Universidad de Oxford , donde completó una investigación sobre el suicidio asistido y la eutanasia como estudiante de posgrado de University College, Oxford. Una beca Marshall le permitió estudiar en Oxford entre 1992 y 1993, donde fue supervisado por el filósofo de la ley natural John Finnis del University College de Oxford. En 1996, Gorsuch se casó con Louise, una inglesa y campeona ecuestre del equipo de equitación de Oxford, a quien conoció durante su estancia allí.